# Burg Heidenpütz
Bei der Burg Heidenpütz handelt es sich um den Burgstall einer Wallburg auf einem Höhenzug bei Nassau  in Rheinland-Pfalz. Sie liegt in Sichtverbindung zur Burg Nassau unmittelbar oberhalb der Langauer Mühle des Nassauer Stadtteils Scheuern. Die Anlage ist nicht datiert, die Bauart deutet aber eine Entstehung im Frühmittelalter an.

## Lage
Die Spornburg befindet sich in Spornlage bei 242 m ü. NN auf der dem Mühlbachtal zugewandten Ostseite des Höhenrückens des Heidenpütz. Nord-, Ost- und Südseite fallen sehr steil ins Tal ab, lediglich zum Westen hin gibt es einen flachen Übergang zum Bergrücken hin. Diese von Angriffen bedrohte Seite weist die wesentlichen Verteidigungsanlagen auf.

## Beschreibung
Die Burg Heidenpütz gliedert sich in mehrere Abschnitte, die jeweils durch Wälle und Abschnittsgräben voneinander getrennt sind. Insgesamt drei Wälle sichern den Zugang zur Hauptburg. Der erste, am westlichsten gelegene Wall weist eine Länge von rund 100 Metern auf, bei einer Wallhöhe über der Grabensohle von bis zu 3 Metern. Der Graben selbst ist rund 2 Meter breit und 1 Meter tief.
In etwa 50 Metern Distanz folgt der zweite Abschnittswall mit Graben. Dieser ist aufgrund der dortigen Geländeform etwas länger als der erste Wall, weist aber in Bezug auf die Höhe und den Graben die gleichen Dimensionen auf. Am südlichen Ende lässt sich ein Tor vermuten.
Der dritte in etwa 80 Metern Distanz folgende Wall ist der höchste, aber aufgrund der Geländeform kürzeste. Er ist etwa 50 Meter lang, von der Grabensohle aus bis zu 5 Meter hoch. Der Graben selbst ist rund 3 Meter breit und 2 Meter tief. Am Nordende des Walls befand sich vermutlich das Tor.
Vom dritten Abschnittswall aus führt ein zum Weg ausgebauter Felsgrat zur Hauptburg. Feststellbar ist ein weiterer Graben, der allerdings im Zugang zur Hauptburg überbaut wurde. Dieser Graben stellt wahrscheinlich den Halsgraben dar. Das Mauerwerk zeigt sich auch heute noch deutlich. Wenige Meter östlich von einer heute auf dem höchsten Punkt des Felsgrates installierten Schutzhütte finden sich im Fels Vertiefungen, die auf die Fundamentierung eines Bauwerks, vielleicht eines Turms, hindeuten.
Auf der Gesamtanlage und den umliegenden Hängen finden sich verteilt viele einzelne Mauersteine, die auf das Vorhandensein von gemauerten Anlagenteilen hindeuten.

## Galerie

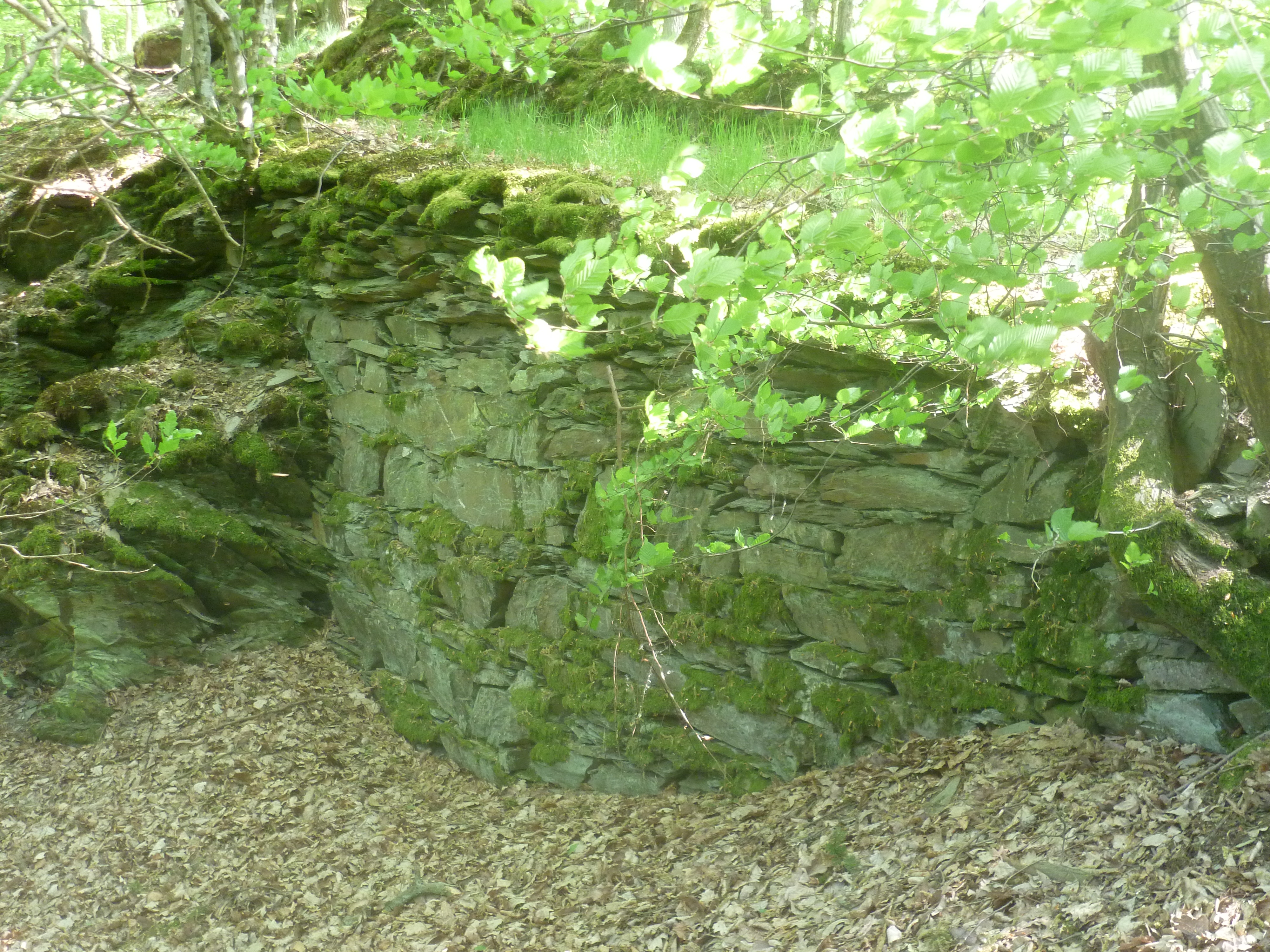
Mauerwerk am Halsgraben, der Vor- und Hauptburg trennte
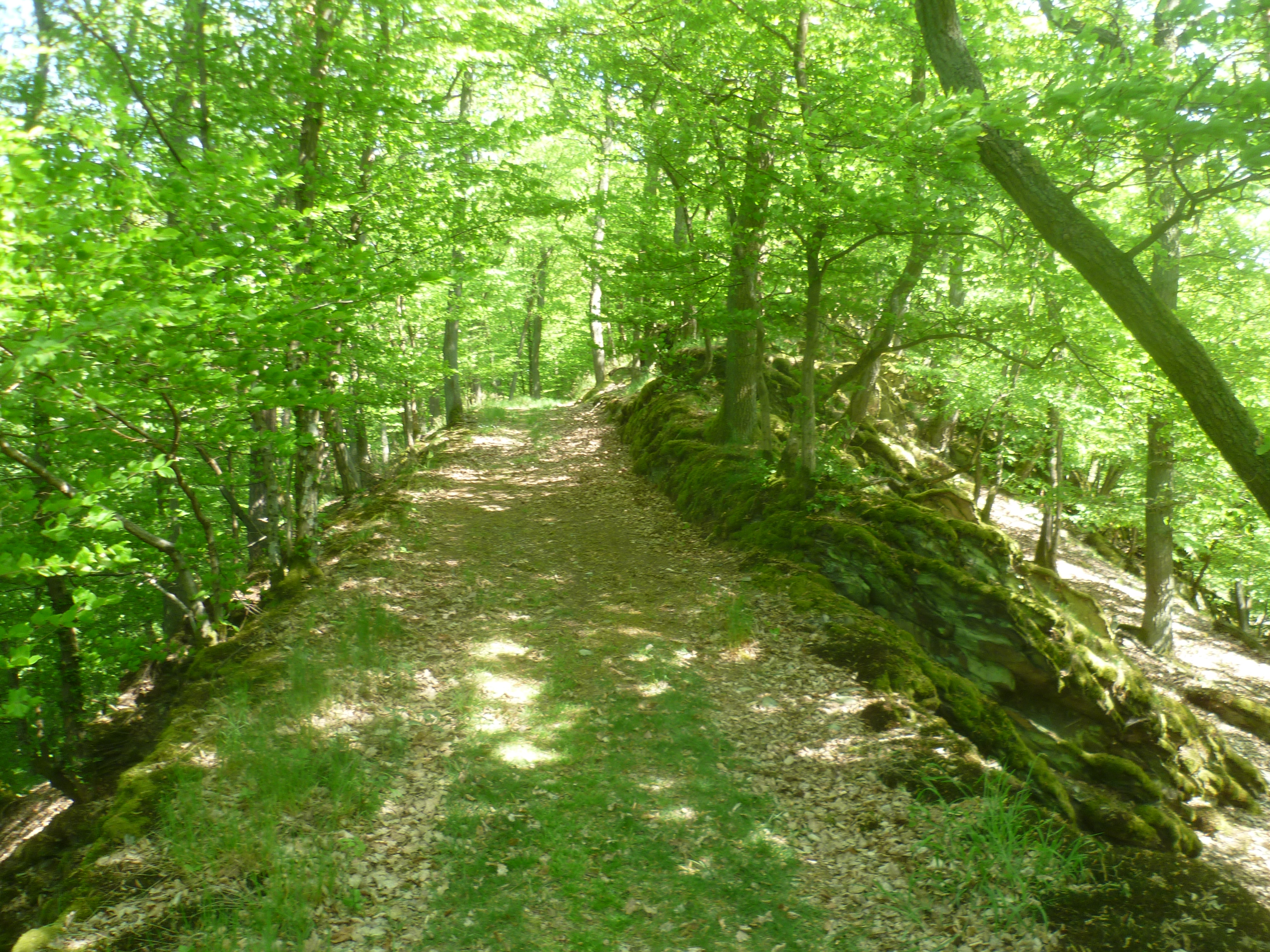
Der zur Hauptburg führende Felsgrat
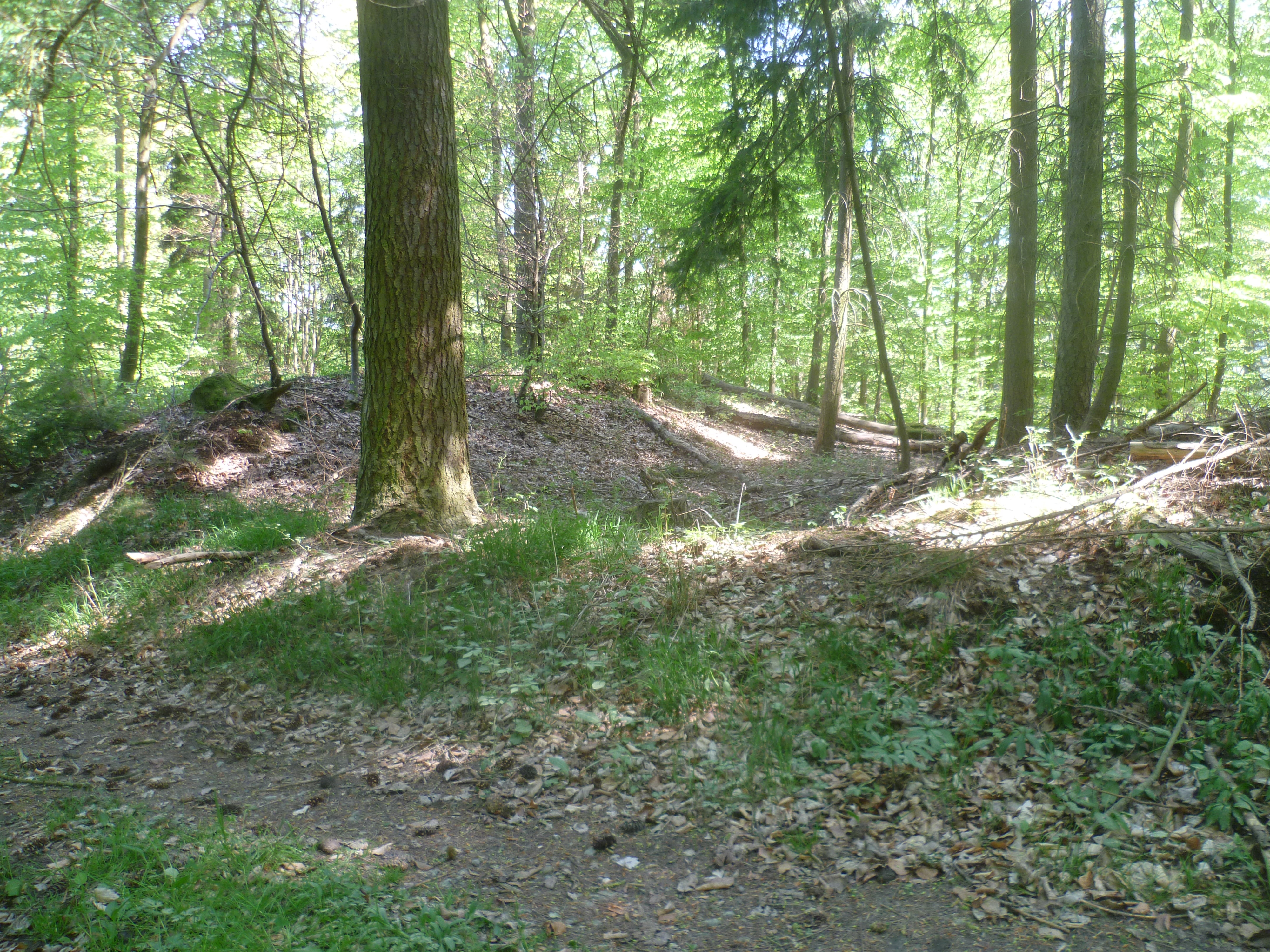
Der erste Abschnittswall
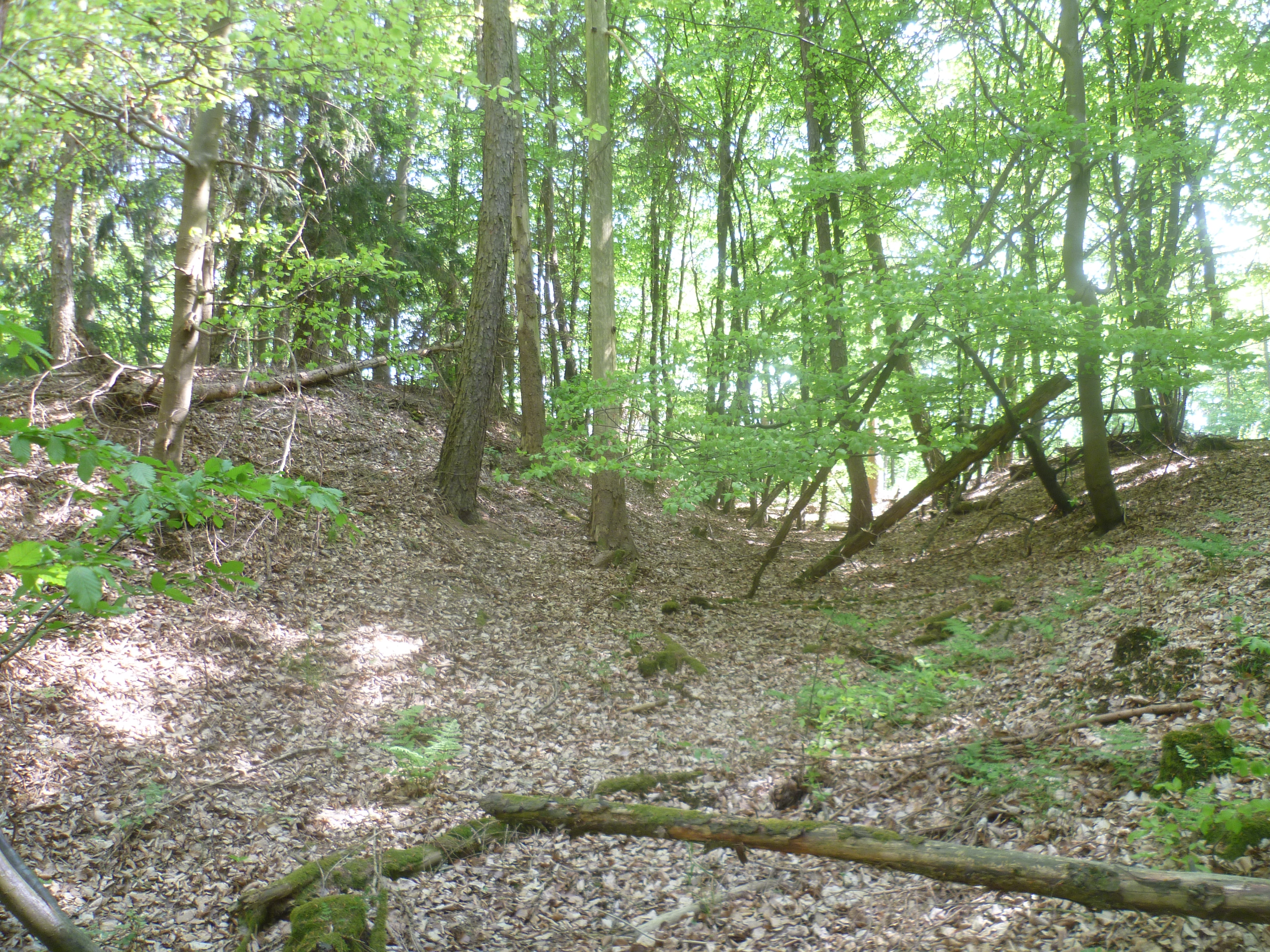
Der zweite Abschnittswall

## Denkmalschutz
Der Bereich der Wallanlage ist ein Bodendenkmal nach dem Rheinland-Pfälzischen Denkmalschutzgesetz. Nachforschungen und gezieltes Sammeln von Funden sind genehmigungspflichtig, Zufallsfunde sind an die Denkmalbehörden zu melden.